# Michael Devlin
Michael Devlin (Motherwell, North Lanarkshire, Escocia, 3 de octubre de 1993) es un futbolista escocés. Juega de defensa en el Ayr United F. C. del Campeonato de Escocia. Es internacional absoluto con la selección de Escocia desde el año 2019.

## Selección nacional
Devlin fue llamado por primera vez a la selección de Escocia en octubre de 2018. Debutó el 10 de octubre de 2019 en la derrota por 0-4 contra Rusia en partido del grupo I de la clasificación para la Eurocopa de 2020.

## Clubes
| Club                           | País       | Año           |
| ------------------------------ | ---------- | ------------- |
| Hamilton Academical F. C.      | Escocia    | 2011-2018     |
| Stenhousemuir F. C. (préstamo) | Escocia    | 2011          |
| Stenhousemuir F. C. (préstamo) | Escocia    | 2012          |
| Aberdeen F. C.                 | Escocia    | 2018-2022     |
| Fleetwood Town F. C.           | Inglaterra | 2022-2023     |
| Hibernian F. C.                | Escocia    | 2023          |
| Livingston F. C.               | Escocia    | 2023-2024     |
| Ayr United F. C.               | Escocia    | 2024-presente |